# 荒木久九郎
荒木 久九郎（あらき ひさくろう、1875年〈明治8年〉10月8日 - 没年不明）は、日本の商人（呉服太物商）、政治家、実業家、荒木合名会社社員。合資会社荒木呉服店代表。境貿易監査役。境電気取締役。鳥取県西伯郡境町会議員。

## 人物
鳥取県西伯郡境町（現・境港市）出身。荒木重造の実兄である。境製糸社員だったが1902年にその出資額全部を社員の荒木徳三郎へ譲渡し退社する。国産古着、白木綿、呉服、反物、綛糸卸商を営む。
荒木呉服店は土地に於ける第一流の商店であったが、家族に不幸が続き、営業に全力を注ぐことができなかったので、1914年10月にやむなく整理を発表した。